# Mistrzostwa Polski Seniorów w Lekkoatletyce 1983
59. Mistrzostwa Polski Seniorów w Lekkoatletyce – zawody, które rozgrywane były w Bydgoszczy na stadionie Zawiszy między 25 a 27 czerwca 1983.

## Rezultaty
| NR – rekord Polski \| SB – najlepszy wynik w sezonie \| PB – rekord życiowy |

### Mężczyźni
| Konkurencja:                  | 1. miejsce                                                                        | Rezultat  | 2. miejsce                                                                  | Rezultat  | 3. miejsce                                                                        | Rezultat  |
| Bieg na 100 m                 | Marian Woronin Legia Warszawa                                                     | 10,26     | Krzysztof Zwoliński Victoria Racibórz                                       | 10,54     | Arkadiusz Janiak Calisia Kalisz                                                   | 10,55     |
| Bieg na 200 m                 | Marian Woronin Legia Warszawa                                                     | 20,64 SB  | Czesław Prądzyński Bałtyk Gdynia                                            | 21,05     | Leszek Dunecki AZS Warszawa                                                       | 21,16     |
| Bieg na 400 m                 | Andrzej Stępień Flota Gdynia                                                      | 46,52     | Ryszard Podlas Śląsk Wrocław                                                | 46,58     | Robert Kseniak Resovia Rzeszów                                                    | 46,81     |
| Bieg na 800 m                 | Ryszard Ostrowski AZS Poznań                                                      | 1:46,94   | Piotr Piekarski Zawisza Bydgoszcz                                           | 1:48,48   | Stanisław Rzeźniczak RKS Radomsko                                                 | 1:48,54   |
| Bieg na 1500 m                | Mirosław Żerkowski ROW Rybnik                                                     | 3:41,02   | Dariusz Janczewski Śląsk Wrocław                                            | 3:42,12   | Tomasz Kozłowski Oleśniczanka                                                     | 3:42,20   |
| Bieg na 5000 m                | Bogusław Mamiński Legia Warszawa                                                  | 13:44,43  | Bogusław Psujek Oleśniczanka                                                | 13:45,08  | Wiesław Perszke Zawisza Bydgoszcz                                                 | 13:45,71  |
| Bieg na 10 000 m              | Bogumił Kuś Oleśniczanka                                                          | 29:23,68  | Daniel Jańczuk Śląsk Wrocław                                                | 29:24,07  | Jerzy Kowol Górnik Zabrze                                                         | 29:25,83  |
| Bieg na 110 m przez płotki    | Romuald Giegiel AZS Warszawa                                                      | 13,89     | Jacek Rutkowski AZS Warszawa                                                | 13,95     | Krzysztof Płatek AZS Wrocław                                                      | 14,19     |
| Bieg na 400 m przez płotki    | Ryszard Szparak Gwardia Olsztyn                                                   | 49,73     | Leszek Rzepakowski Wawel Kraków                                             | 50,71     | Ryszard Stoch Wawel Kraków                                                        | 50,87     |
| Bieg na 3000 m z przeszkodami | Krzysztof Wesołowski Śląsk Wrocław                                                | 8:20,10   | Czesław Mojżysz ROW Rybnik                                                  | 8:27,35   | Piotr Zgarda Śląsk Wrocław                                                        | 8:32,35   |
| Sztafeta 4 × 100 m            | Legia Warszawa Andrzej Piechowski Marian Woronin Zenon Licznerski Marek Michalski | 40,48     | AZS Gdańsk Marek Radtke Janusz Cecherz Krzysztof Orłowski Ryszard Sadkowski | 41,16     | Skra Warszawa Zbigniew Jakimowicz Dariusz Jóźwik Jarosław Stachura Mirosław Krupa | 41,16     |
| Sztafeta 4 × 400 m            | Wawel Kraków Jerzy Włodarczyk Ryszard Stoch Ryszard Jaszkowski Leszek Rzepakowski | 3:09,83   | Flota Gdynia Jan Pawłowicz Andrzej Stępień Grzegorz Rembelski Adam Zdunek   | 3:09,97   | Gwardia Olsztyn Zbigniew Rytel Zbigniew Kozłowski Ryszard Szparak Jerzy Konarski  | 3:11,56   |
| Chód na 20 km                 | Bogusław Duda Resovia Rzeszów                                                     | 1:19:43   | Bohdan Bułakowski Skra Warszawa                                             | 1:20:19   | Zdzisław Szlapkin Olimpia Poznań                                                  | 1:21:00   |
| Skok wzwyż                    | Janusz Trzepizur Chemik Kędzierzyn                                                | 2,30 SB   | Jacek Wszoła AZS Warszawa                                                   | 2,28      | Krzysztof Przybyła Zawisza Bydgoszcz                                              | 2,21      |
| Skok o tyczce                 | Tadeusz Ślusarski Skra Warszawa                                                   | 5,65      | Marian Kolasa Bałtyk Gdynia                                                 | 5,50      | Zbigniew Radzikowski Legia Warszawa                                               | 5,30      |
| Skok w dal                    | Włodzimierz Włodarczyk Górnik Brzeszcze                                           | 7,73      | Piotr Waszek Górnik Zabrze                                                  | 7,69w     | Stanisław Jaskułka AZS Warszawa                                                   | 7,58      |
| Trójskok                      | Zdzisław Hoffmann Śląsk Wrocław                                                   | 17,19 NR  | Waldemar Golanko AZS Biała Podlaska                                         | 16,39     | Jacek Pastusiński Resovia Rzeszów                                                 | 16,38     |
| Pchnięcie kulą                | Edward Sarul Górnik Zabrze                                                        | 21,12     | Helmut Krieger Chemik Kędzierzyn                                            | 19,10     | Jerzy Koluch Flota Gdynia                                                         | 18,61     |
| Rzut dyskiem                  | Dariusz Juzyszyn AZS Wrocław                                                      | 64,56 SB  | Stanisław Wołodko Zawisza Bydgoszcz                                         | 60,08     | Stanisław Grabowski Chemik Kędzierzyn                                             | 60,06     |
| Rzut młotem                   | Zdzisław Kwaśny Olimpia Poznań                                                    | 77,94     | Mariusz Tomaszewski AZS Poznań                                              | 77,64     | Ireneusz Golda Orkan Poznań                                                       | 75,84     |
| Rzut oszczepem                | Dariusz Adamus Śląsk Wrocław                                                      | 87,54 SB  | Stanisław Górak Lechia Gdańsk                                               | 81,34     | Mirosław Szybowski AZS Gorzów Wlkp.                                               | 80,92     |
| Dziesięciobój                 | Maciej Jędral BKS Bydgoszcz                                                       | 7863 pkt. | Wojciech Podsiadło AZS Warszawa                                             | 7848 pkt. | Janusz Leśniewicz Wawel Kraków                                                    | 7635 pkt. |

### Kobiety
| Konkurencja:               | 1. miejsce                                                                       | Rezultat    | 2. miejsce                                                                      | Rezultat  | 3. miejsce                                                                | Rezultat  |
| Bieg na 100 m              | Anna Ślipiko Gwardia Olsztyn                                                     | 11,64       | Iwona Pakuła Legia Warszawa                                                     | 11,77     | Bernarda Ligęza Hutnik Kraków                                             | 11,81     |
| Bieg na 200 m              | Ewa Kasprzyk Olimpia Poznań                                                      | 23,42       | Urszula Jaros AZS Lublin                                                        | 23,99     | Iwona Pakuła Legia Warszawa                                               | 24,01     |
| Bieg na 400 m              | Elżbieta Kapusta Budowlani Kielce                                                | 53,11       | Ewa Piasek Skra Warszawa                                                        | 53,47     | Małgorzata Dunecka Start Lublin                                           | 53,59     |
| Bieg na 800 m              | Jolanta Januchta Gwardia Warszawa                                                | 2:01,59     | Ewa Głódź AZS Wrocław                                                           | 2:02,62   | Wanda Stefańska Gwardia Warszawa                                          | 2:04,03   |
| Bieg na 1500 m             | Jolanta Januchta Gwardia Warszawa                                                | 4:13,63     | Maria Bąk Pomorze Stargard                                                      | 4:14,62   | Wanda Panfil Lechia Tomaszów Mazowiecki                                   | 4:16,79   |
| Bieg na 3000 m             | Maria Bąk Pomorze Stargard                                                       | 9:12,12     | Wanda Panfil Lechia Tomaszów Mazowiecki                                         | 9:13,37   | Ewa Szydłowska Piast Gliwice                                              | 9:17,85   |
| Bieg na 100 m przez płotki | Lucyna Kałek GKS Tychy                                                           | 13,09       | Danuta Wołosz Gwardia Warszawa                                                  | 13,51     | Elżbieta Szulc Legia Warszawa                                             | 14,10     |
| Bieg na 400 m przez płotki | Genowefa Błaszak Orkan Poznań                                                    | 56,62       | Jolanta Stalmach Gwardia Warszawa                                               | 57,97     | Anna Maniecka Wawel Kraków                                                | 58,29     |
| Sztafeta 4 × 100 m         | Legia Warszawa Agnieszka Sztylka Elżbieta Piechna Elżbieta Szulc Iwona Pakuła    | 46,68       | Hutnik Kraków Barbara Białek Barbara Zgadzaj Małgorzata Litewka Bernarda Ligęza | 46,84     | Start Katowice Jolanta Janota Bożena Lebek Barbara Sikora Joanna Smolarek | 47,28     |
| Sztafeta 4 × 400 m         | Gwardia Warszawa Wanda Stefańska Jolanta Januchta Jolanta Stalmach Danuta Wołosz | 3:40,10     | AZS Wrocław Beata Niedzielska Anna Rybicka Ewa Dębska Ewa Głódź                 | 3:40,57   | Start Lublin Maria Berej Anna Być Małgorzata Dunecka Barbara Klepka       | 3:42,65   |
| chód na 5000 m             | Agnieszka Wyszyńska Górnik Wałbrzych                                             | 24:49,94 NR | Beata Bączyk Olimpia Poznań                                                     | 24:56,41  | Kazimiera Mróz Tęcza Mielec                                               | 25:03,72  |
| Skok wzwyż                 | Danuta Bułkowska AZS Wrocław                                                     | 1,88        | Agata Jaroszek Legia Warszawa                                                   | 1,85      | Jolanta Komsa Stal Stalowa Wola                                           | 1,82      |
| Skok w dal                 | Elżbieta Klimaszewska AZS Warszawa                                               | 6,33        | Urszula Jaros AZS Lublin                                                        | 6,26      | Ewa Śliwa Start Łódź                                                      | 6,11      |
| Pchnięcie kulą             | Ludwika Chewińska Gwardia Warszawa                                               | 15,79       | Janina Niżnik Hutnik Kraków                                                     | 15,26     | Bogumiła Suska AZS Wrocław                                                | 14,94     |
| Rzut dyskiem               | Danuta Majewska Śląsk Wrocław                                                    | 60,02       | Ewa Siepsiak Śląsk Wrocław                                                      | 56,50     | Janina Niżnik Hutnik Kraków                                               | 54,02     |
| Rzut oszczepem             | Genowefa Olejarz AZS Warszawa                                                    | 57,48       | Bernadetta Blechacz Lechia Gdańsk                                               | 54,58     | Maria Jabłońska Lechia Gdańsk                                             | 52,76     |
| Siedmiobój                 | Małgorzata Nowak Gwardia Warszawa                                                | 5862 pkt.   | Lidia Kańtoch Chemik Kędzierzyn                                                 | 5762 pkt. | Małgorzata Lisowska AZS Warszawa                                          | 5711 pkt. |

## Biegi przełajowe
55. mistrzostwa Polski w biegach przełajowych rozegrano 6 marca w Poznaniu. Kobiety rywalizowały na dystansie 4 kilometrów, a mężczyźni na 9 km.

### Mężczyźni
| Konkurencja:           | 1. miejsce               | Rezultat | 2. miejsce                  | Rezultat | 3. miejsce                         | Rezultat |
| Bieg przełajowy (9 km) | Bogumił Kuś Oleśniczanka | 25:31,0  | Wiktor Sawicki Wawel Kraków | 25:36,0  | Włodzimierz Koniarski Oleśniczanka | 25:42,0  |

### Kobiety
| Konkurencja:           | 1. miejsce                           | Rezultat | 2. miejsce                 | Rezultat | 3. miejsce                      | Rezultat |
| Bieg przełajowy (4 km) | Gabriela Górzyńska Zawisza Bydgoszcz | 14:20,6  | Maria Bąk Pomorze Stargard | 14:22,5  | Czesława Mentlewicz Kłos Olkusz | 14:22,5  |

## Półmaraton
Półmaraton mężczyzn odbył się 10 kwietnia w Brzeszczach. Rywalizowano na dystansie 20 kilometrów.
| Konkurencja: | 1. miejsce                    | Rezultat  | 2. miejsce                | Rezultat  | 3. miejsce                       | Rezultat  |
| Półmaraton   | Paweł Lorens Górnik Brzeszcze | 1:00:20,6 | Jerzy Kowol Górnik Zabrze | 1:00:38,5 | Andrzej Sajkowski Legia Warszawa | 1:00:55,1 |

## Chód na 50 km
Zawody mistrzowskie w chodzie na 50 kilometrów mężczyzn rozegrano 24 kwietnia w Szczecinie.
| Konkurencja:  | 1. miejsce                      | Rezultat   | 2. miejsce               | Rezultat | 3. miejsce                   | Rezultat |
| Chód na 50 km | Bohdan Bułakowski Skra Warszawa | 3:54:03 NR | Jan Kłos Resovia Rzeszów | 4:03:04  | Jan Pilczuk Polonia Warszawa | 4:03:21  |

## Maraton
Rywalizacja w maratonie (kobiet i mężczyzn) miała miejsce 1 maja w Dębnie.

### Mężczyźni
| Konkurencja: | 1. miejsce                | Rezultat | 2. miejsce                          | Rezultat | 3. miejsce                | Rezultat |
| Maraton      | Jerzy Kowol Górnik Zabrze | 2:14:48  | Ryszard Misiewicz Zawisza Bydgoszcz | 2:15:24  | Józef Mitka Śląsk Wrocław | 2:16:36  |

### Kobiety
| Konkurencja: | 1. miejsce                      | Rezultat   | 2. miejsce                        | Rezultat | 3. miejsce                   | Rezultat |
| Maraton      | Renata Walendziak Bałtyk Gdynia | 2:40:49 NR | Anna Bełtowska-Król Hutnik Kraków | 2:45:17  | Ewa Wrzosek Pomorze Stargard | 2:52:06  |

## Chód na 10 km
Mistrzostwa w chodzie na 10 kilometrów kobiet rozegrano 14 maja we Władysławowie.
| Konkurencja:  | 1. miejsce                           | Rezultat | 2. miejsce                  | Rezultat | 3. miejsce                     | Rezultat |
| Chód na 10 km | Agnieszka Wyszyńska Górnik Wałbrzych | 49:30 NR | Beata Bączyk Olimpia Poznań | 50:17    | Lucyna Rokitowska AZS Katowice | 51:09    |